# Кедрове
Кедро́ве (рос. Кедровое) — селище у складі Верхньопишминського міського округу Свердловської області.
Населення — 2347 осіб (2010, 2199 у 2002).
До 12 жовтня 2004 року селище мало статус селища міського типу.